# 森若香織
森若 香織（もりわか かおり、1963年〈昭和38年〉12月11日 - ）は、日本の歌手、作詞家、作曲家、女優。北海道札幌市厚別区出身。
1988年、バンドグループ「GO-BANG'S」のメンバー・ボーカルとしてデビュー。1989年12月、アルペンCMソングの「あいにきて I・NEED・YOU!」が大ヒットした。1994年にGO-BANG'Sが解散した後、Ram Jam World（在籍 1992 - 1994）を経て、ソロ活動のほか女優としても活動。2011年、宍戸留美とユニット「魔性姉妹」を結成。

## 人物
父親は帯広市出身。その関係で幼少時から頻繁に帯広を訪れ、ご当地グルメの豚丼や、地元の菓子メーカーの六花亭や柳月の菓子に親しんで育った。もしプロのミュージシャンになっていなかったら、帯広の菓子メーカーに就職することを希望していたという。また、別冊少女フレンド、りぼん、マーガレットの雑誌の他、手塚治虫、水木しげる、楳図かずおの作品も愛読していたことから、小学生までは漫画家になる夢も持っていたという。ただその後中学生になってからは音楽ライターにもなりたかったということで、ノートにデュラン・デュランの架空インタビューを書いたり“自分用の洋楽雑誌”を作るなどしていたという。
好きなミュージシャンはブロンディのデボラ・ハリー、ベイ・シティ・ローラーズ（BCR、特にイアン・ミッチェル）。また、中学入学前の春休みにラジオで聴いたのがきっかけで、BCRの他クイーン、KISS、エアロスミスなど洋楽好きになった。70年代のさまざまな英米パンクバンドを好み、パンクムーブメント以降の英米ロックミュージックシーンにも造詣が深い。邦楽では10代の頃にザ・ロッカーズのファンだった。
GO-BANG'S結成当初はメインボーカルではなくギター担当であったが、当初のメインボーカルが抜け、RCサクセションの忌野清志郎に「君がやりたまえ。君には味がある」と言われてボーカルとなった経緯がある。

## ディスコグラフィ

### シングル
- Happy Fine Day（1995年12月1日）(ビデオ『ハッピーピープル』エンディング曲)
- 浮気なダーリン（1996年4月25日）(日本TV系『ぐるぐるナインティナイン』エンディング曲)
- Heaven（1997年3月20日）(アニメ『パワードールプロジェクトα』テーマソング)

### アルバム
- LOVE OR DIE （1995年11月1日）
- HEAVEN （1997年3月20日）
- LOVE SONG for HEAVEN （2004年3月24日）

### ミニアルバム
- DRAINED CHERRY （1996年7月1日）
- W rainboW （1999年9月1日）
- ファンタスティック・フィロソフィー （2007年2月21日）
- Bye Bye Bye （2007年9月19日）

### DVD
- LOVESONG for HEAVEN （2004年3月24日発売）

### 楽曲提供
- azumi
  - 「Kick up days」 作詞：森若香織、作曲：蔦谷好位置、編曲：TAICHI MASTER
- 安達祐実
  - 「どーした!安達」 作詞：森若香織、作曲・編曲：福富幸宏
  - 「続どーした!安達」 作詞：森若香織、作曲・編曲：福富幸宏
  - 「my friend」 作詞：森若香織、作曲・編曲：U-SKE
  - 「帰ってきたどーした!安達'95」 作詞：森若香織、作曲・編曲：福富幸宏
- 石井ゆき
  - 「デンワしてダーリン」 作詞：森若香織、作曲：太田美知彦、編曲：キハラ龍太郎
  - 「夏の未来」 作詞：森若香織、作曲：太田美知彦、編曲：沖山優司・渡辺タカヒロ
- 植村花菜
  - 「Only You」 作詞・作曲：Sandi Thom・Dave James・John Mclaughlin、日本語詞：森若香織、編曲：松岡モトキ
- 梶谷美由紀
  - 「Sunday Sunday」 作詞：梶谷美由紀・サエキけんぞう、作曲：田辺恵二・森若香織、編曲：田辺恵二
- KARA
  - 「スウィート・デイズ」 作詞：Song Soo Yoon、日本語詞：森若香織、作曲：Hwang Hyeon
  - 「マイボーイ」 作詞・作曲・編曲：Play Kid(Kim Won Hyun)、日本語詞：森若香織
- 筋肉少女帯
  - 「体育祭」 作詞：森若香織、作曲：本城聡章・筋肉少女帯、編曲：筋肉少女帯
- Creamy
  - 「オレンジのねむり」 作詞：Creamy、作曲：森若香織、編曲：鈴木光人・渡部高士
- CREOLE
  - 「Holiday」 作詞・作曲：森若香織、編曲：CREOLE
- 小泉今日子
  - 「サボテン」 作詞：小泉今日子、作曲：森若香織、編曲：菅野よう子
- KOTONE
  - 「天国に行こう」 作詞：森若香織、作曲・編曲：宮崎泉
- THE COLLECTORS
  - 「SET「0」SET ME FREE」 作詞：森若香織、作曲：會田茂一
- 沢田研二
  - 「F.S.M.」 作詞・作曲：森若香織、編曲：吉田建
- ジェジュン
  - 「Defiance」作詞：森若香織、作曲：成海カズト、編曲：佐久間誠
- 篠原ともえ
  - 「レインボー・ララ・ルー」 作詞：森若香織、作曲：中シゲヲ、編曲：サーフコースターズ
- ジャニーズWEST
  - 「アカツキ」 作詞：森若香織、作曲：5u5h1、編曲：CHOKKAKU
- Thinking Dogs
  - 「ユメハグ」作詞：森若香織、作曲・編曲：新井弘毅
  - 「ユメラブ」作詞：森若香織、作曲：KEIT、編曲：遠藤ナオキ
- 鈴木早智子
  - 「ラスト・ダンスは頬よせて」 作詞：及川眠子、作曲：森若香織、編曲：門倉聡
- 大国男児
  - 「Love Bingo!」 作詞：森若香織、作曲：KEN for 2 SOUL MUSIC, Inc.
  - 「バレンタイン・ファイター」 作詞：森若香織、作曲：Cube Juice
- TANGOS
  - 「ハーブ・ラブ」 作詞：森若香織、作曲・編曲：OTO
- Chee's
  - 「ガラガラゲッチュ」 作詞・作曲：森若香織、編曲：吉田建
- でんぱ組.inc
  - 「永久ゾンビーナ」 作詞：森若香織、作曲：土器大洋
- 中山忍
  - 「告白インフォメーション」 作詞・作曲：森若香織、編曲：有賀啓雄
- 宝生舞
  - 「赤い鳥」 作詞：森若香織、作曲・編曲：朝本浩文
- Hey! Say! JUMP
  - 「「ありがとう」〜世界のどこにいても〜」 作詞：森若香織・村野直球・亜美、作曲・編曲：STEVEN LEE
- Melody
  - 「運命'95」 作詞：森若香織、作曲：黒沢健一、編曲：新川博
  - 「Cherish」 作詞：森若香織、作曲：羽田一郎、編曲：鈴木雅也
- 本木雅弘
  - 「僕は眠る」 作詞：森若香織、作曲・編曲：朝本浩文
- 柳明日香
  - 「ピーチパイDays」 作詞：森若香織、作曲・編曲：KANAME
  - 「オレンジ サニー」 作詞：森若香織、作曲：小倉良、編曲：石塚知生
- 山本淳一
  - 「ヒット・パレード・ボーイ」 作詞・作曲:森若香織、編曲:佐藤準
- YOU
  - 「未来」 作詞：YOU、作曲：森若香織、編曲：矢口博康
  - 「楽しい大人」 作詞：森若香織・YOU、作曲・編曲：森若香織
- りょう
  - 「ベラドンナ」 作詞：森若香織、作曲・編曲：朝本浩文
  - 「KOO-KOO」 作詞：森若香織、作曲・編曲：朝本浩文
  - 「COOL DOWN」 作詞：森若香織、作曲・編曲：朝本浩文
- LISA
  - 「ゴール・ゲット大作戦」 作詞：森若香織、作曲・編曲：朝本浩文
- les 5-4-3-2-1
  - 「ミラクル・マネージュ」 作詞：森若香織、作曲：サリー久保田、編曲：鈴木智文
- 和田アキ子
  - 「あの日によく似た青い空」 作詞：森若香織、作曲・編曲：朝本浩文
  - 「REACH OUT」 作詞：森若香織、作曲・編曲：朝本浩文
  - 「愛の光」 作詞：森若香織、作曲・編曲：朝本浩文
- るなっち☆ほし
  - 「きらきらっきー☆」 作詞：森若香織、作曲・編曲：つーつー

### 楽曲参加
- 電気グルーヴ
  - 「オールスター家族対抗蛇合戦」 - コーラス
  - 「March」 - コーラス

## 出演

### ドラマ
- 美少女戦士セーラームーン（2003 - 2004年、中部日本放送）- 月野育子 役
- GIRL←MEETS→GIRL（2005年、BSフジ） - 女子アナ 役 ※主演

### その他テレビ番組
- ファンキートマト（tvk、1992年頃） - MC
- ギター大百科〜これぞギターのA to Z〜（2007年3月29日、NHK）
- 歌の楽園（テレビ東京、2011年1月23日）
- ありがとッ!（tvk、2013年8月21日） - ゲスト
- X年後の関係者たち 〜あのムーブメントの舞台裏〜『バンドブーム2時間SP』（2025年3月9日、BS-TBS）[8]

### 舞台
- 東宝ミュージカル「シンデレラストーリー」（2003年、再演2005年） - 2番目の姉・ジェシカ 役
- ドアをあけると…（プレタポルテ、2006年）
- サニー・コースト・セレナーデ 〜美鼻島小学校ビッグバンドの復活〜（1999年、泪目銀座）

### 映画
- デストロイ ヴィシャス（PUNK FILM、2011年3月5日）
- 偉大なる、しゅららぼん（東映・アスミックエース、2014年3月8日） - 棗の母 役
- THE NEXT GENERATION -パトレイバー-（松竹、2014年7月12日）
- 乱死怒町より愛を吐いて（PUNK FILM、2015年11月7日）
- ヴィヴィアン武装ジェット（PLEASUREDOME、2017年9月16日）

### ラジオ
- 森若香織のオールナイトニッポン（ニッポン放送、1988年10月 - 1990年3月）
- スーパーFMマガジン・森若香織のNORU-SORU（TOKYO FM他JFN系列）
- インディーズファイル（NHK-FM放送、2007年4月 - 毎月最終日曜日に放送中）
- AGES_〜エイジス〜（ニッポン放送、2012年10月 - 火・木担当）